# Mäulen Mamyrow
Mäulen Satymbajuly Mamyrow (kasachisch Мәулен Сатымбайұлы Мамыров, * 14. Dezember 1970 in Taldyqorghan) ist ein ehemaliger sowjetischer bzw. kasachischer Ringer. Er gewann bei den Olympischen Spielen 1996 eine Bronzemedaille im freien Stil im Fliegengewicht.

## Werdegang
Mäulen Mamyrow, über dessen Herkunft wenig bekannt ist, begann als Jugendlicher im Jahre 1984 mit dem Ringen. Er konzentrierte sich dabei ganz auf den freien Stil. 1988 startete er, für die Sowjetunion ringend, bei der Junioren-Weltmeisterschaft im österreichischen Wolfurt und kam dort in der Gewichtsklasse bis 46 kg Körpergewicht auf den 3. Platz. Zu weiteren Einsätzen für die Sowjetunion bei internationalen Meisterschaften kam er nicht. Nach dem Zerfall der Sowjetunion entschied er sich, künftig für Kasachstan zu starten. Er wurde in das dortige Nationalteam der Ringer aufgenommen und von A. Bugubajew trainiert. Der nur 1,60 m große Athlet startete immer im Fliegengewicht, der Gewichtsklasse, die zu seiner Zeit ihr Gewichtslimit bei 52 kg Körpergewicht hatte.
Für Kasachstan startete er erstmals bei der Asien-Meisterschaft 1993 in Ulaanbaatar und belegte dort den 4. Platz. 1994 war er bei einer Weltmeisterschaft am Start und kam in Istanbul auf den 11. Platz. 1994 wurde er in Hiroshima Sieger bei den Asien-Spielen vor Dege Dun, China und Nurdin Donbajew aus Kirgisistan, bei der Weltmeisterschaft dieses Jahres in Atlanta erreicht er aber wieder keinen Spitzenplatz und landete auf dem 12. Rang.
1996 verpasste Mäulen Mamyrow bei der Asien-Meisterschaft in Xiaoshan mit dem 4. Platz eine Medaille, dafür überraschte er aber bei den Olympischen Spielen in Atlanta, denn dort erkämpfte er sich im Fliegengewicht nach einem Sieg über Wolodymyr Tohusow aus Belarus, einer Niederlage gegen Weltmeister Walentin Jordanow aus Bulgarien, die sich mit 3:7 Punkten im Rahmen hielt und Siegen über Metin Topaktaş aus der Türkei und Tschetschen-ool Mongusch aus Russland, den er knapp mit 3:2 Punkten niederhielt, eine Bronzemedaille.
Dass dieser Erfolg keine Eintagsfliege war, bewies Mäulen Mamyrow schon ein Jahr später bei der Weltmeisterschaft 1997 in Krasnojarsk, denn dort erreichte er mit Siegen über Oleksandr Sacharuk, Ukraine, Tümendembereliin Dsüünbajan, Mongolei, einer Niederlage gegen Jin Ju-dong, Nordkorea und einem Sieg über Gholamreza Mohammadi aus dem Iran den Kampf um eine WM-Bronzemedaille, in dem er noch einmal auf Oleksandr Sacharuk traf und diesen mit 7:1 Punkten klar bezwang.
1998 und 1999 schnitt er bei den Weltmeisterschaften etwas schwächer ab. 1998 erreichte er in Teheran nach Siegen über Vitalie Railean aus Moldawien und Oleksandr Sacharuk und Niederlagen gegen Samuel Henson aus den Vereinigten Staaten und Shanka Patel Kripa aus Indien den 11. Platz und 1999 kam er in Ankara mit Siegen über Kim Woo-yong aus Südkorea, Namiq Abdullayev aus Aserbaidschan und Haibo Zhang aus China und einer Niederlage gegen Adhamjon Achilov aus Usbekistan, die bei einem Punktegleichstand von 2:2 nur durch einen Kampfrichterentscheid zustande kam, auf den 7. Platz.
1999 wurde er aber in Taschkent zum zweiten Mal Sieger bei den Asien-Spielen und ließ dabei Han Yong-do aus Nordkorea und Adhamjon Achilov hinter sich.
Bei den Olympischen Spielen 2000 in Sydney siegte er klar nach Punkten über Adhamjon Achilov (10:5) und Wassili Zeiher aus Deutschland (8:1), verlor aber gegen Herman Kantojeu und gegen Oleksandr Sacharuk und belegte damit den 6. Platz. Das letzte Jahr, in dem er auf der internationalen Ringermatte aktiv war, war das Jahr 2002. Vorher erreichte er bei der Weltmeisterschaft 2001 in Sofia den 4. Platz, wobei er im Kampf um die WM-Bronzemedaille gegen Aljaksandr Kantojeu aus Russland unterlag. Auf den gleichen Platz kam er schließlich auch noch bei den Asien-Spielen 2002 in Busan.

## Internationale Erfolge
| Jahr | Platz  | Wettbewerb                         | Gewichtskl.  | Ergebnis |
| 1988 | 3.     | Junioren-WM in Wolfurt             | bis 46 kg KG | hinter José David Panuela, Kuba u. Li Gwang-chol, Nordkorea |
| 1993 | 4.     | Asien-Meisterschaft in Ulaanbaatar | Fliegen      | hinter Luwsan–Ischiin Sergelenbaatar, Mongolei, Li Hak-son, Nordkorea u. Naser Zainalnia, Iran                                                                                                 |
| 1994 | 11.    | WM in Istanbul                     | Fliegen      | Sieger: Walentin Jordanow, Bulgarien vor Namiq Abdullayev, Aserbaidschan u. Gholamreza Mohammadi, Iran                                                                                         |
| 1994 | 1.     | Asien-Spiele in Hiroshima          | Fliegen      | vor Dege Dun, China, Nurdin Donbajew, Kirgisistan, Gholamreza Mohammadi, Iran und Kim Jong-shin, Südkorea                                                                                      |
| 1995 | 5.     | Asien-Meisterschaft in Manila      | Fliegen      | hinter Sanshiro Abe, Japan, Oveis Mallahi, Iran, Maksat Boburbekow, Kirgisistan u. Chun Chal-yul, Südkorea                                                                                     |
| 1995 | 12.    | WM in Atlanta                      | Fliegen      | Sieger: Walentin Jordanow vor Gholamreza Mohammadi u. Zeke Jones, USA |
| 1995 | 1.     | Zentral-Asien-Spiele in Taschkent  | Fliegen      | vor Mirbola Jugibekow, Turkmenistan u. Abdulla Zupparov, Usbekistan |
| 1996 | 4.     | Asien-Spiele in Xiaoshan           | Fliegen      | hinter Adhamjon Achilov, Usbekistan, Hideo Sasayama, Japan u. Behnam Tayyebi, Iran |
| 1996 | Bronze | OS in Atlanta                      | Fliegen      | nach Sieg über Wolodymyr Tohusow, Belarus, Niederlage gegen Walentin Jordanow u. Siegen über Metin Topaktaş, Türkei u. Tschetschen-ool Mongusch, Russland                                      |
| 1997 | 1.     | Ost-Asien-Spiele in Busan          | Fliegen      | vor Chikara Tanabe, Japan u. Li Zhengyu, China |
| 1997 | 3.     | WM in Krasnojarsk                  | Fliegen      | nach Siegen über Oleksandr Sacharuk, Ukraine u. Tümendembereliin Dsüünbajan, Mongolei, einer Niederlage gegen Jin Ju-dong, Nordkorea u. Siegen über Gholamreza Mohammadi u. Oleksandr Sacharuk |
| 1997 | 1.     | Asien-Ozeanien-Cup in Bangkok      | Fliegen      | vor Hy Doi Dang, Vietnam u. Majio Chegeni, Iran |
| 1998 | 11.    | WM in Teheran                      | Fliegen      | nach Siegen über Vitalie Railean, Moldawien u. Oleksandr Sacharuk und Niederlagen geen Samuel Henson, USA u. Shankar Patel Kripa, Indien                                                       |
| 1998 | 3.     | Asien-Spiele in Bangkok            | Fliegen      | hinter Jin Ju-dong u. Behnam Tayyebi |
| 1999 | 1.     | Asien-Meisterschaft in Taschkent   | Fliegen      | vor Han Yong-do, Nordkorea u. Adhamjon Achilov |
| 1999 | 7.     | WM in Ankara                       | Fliegen      | nach Siegen über Kim Woo-yong, Südkorea, Namiq Abdullayev u. Haibo Zhang u. einer Niederlage gegen Adhamjon Achilov                                                                            |
| 2000 | 6.     | OS in Sydney                       | Fliegen      | nach Siegen über Adhamjon Achilov u. Wassili Zeiher, Deutschland u. Niederlagen gegen Herman Kantojeu und Oleksandr Sacharuk                                                                   |
| 2001 | 1.     | Ost-Asien-Spiele in Osaka          | Fliegen      | vor Li Zhengyu u. Chikara Tanabe |
| 2001 | 4.     | WM in Sofia                        | Fliegen      | nach Siegen über Mevlana Kulaç, Türkei, Héctor Luís Camacho, Venezuela u. Dilshod Mansurov, Usbekistan u. Niederlagen gegen Herman Kantojeu u. Aljaksandr Kantojeu, Russland                   |
| 2002 | 4.     | Asien-Spiele in Busan              | Bantam       | hinter Dilshod Mansurov, Chikara Tanabe u. Mohammad Rezaee, Iran |

## Erläuterungen
- alle Wettkämpfe im freien Stil
- OS = Olympische Spiele, WM = Weltmeisterschaft
- Fliegengewicht, bis 1996 bis 52 kg, von 1997 bis 2001 bis 54 kg Körpergewicht, danach abgeschafft, Bantamgewicht, seit 2002 bis 55 kg Körpergewicht